# Boris Własienko
Boris Pietrowicz Własienko, ros.  Борис Петрович Власенко (ur. 1921 lub 1923 w Mohylewie, zm. w 2003 w Palm Harbor) – oficer Rosyjskiej Narodowej Armii Wyzwoleńczej, tłumacz i oficer łącznikowy szkoły oficerskiej przy 1 Wschodnim Pułku Zapasowym "Środek", a następnie adiutant gen. Wiktora I. Malcewa podczas II wojny światowej, emigracyjny duchowny prawosławny.
Po ataku wojsk niemieckich na ZSRR 22 czerwca 1941 r., został zmobilizowany do Armii Czerwonej. Otrzymał stopień podporucznika. Dostał się do niewoli niemieckiej. Na pocz. 1942 r. podjął współpracę z Niemcami. W Berlinie zaprzyjaźnił się z pułkownikiem Rosyjskiej Armii Wyzwoleńczej (ROA) Konstantinem G. Kromiadim. Po ukończeniu kursu tłumaczy wraz z płk. K. G. Kromiadim wiosną 1942 r. został w stopniu Sonderführera wysłany na front wschodni. Wstąpił do Rosyjskiej Narodowej Armii Wyzwoleńczej (RNNA). Służył w 4 batalionie płk. A. N. Wysockiego (Kobzewa). Po rozformowaniu RNNA na pocz. 1943 r., został tłumaczem i oficerem łącznikowym szkoły oficerskiej przy 1 Wschodnim Pułku Zapasowym "Środek" w Bobrujsku. W maju 1943 r. przeszedł do nowo utworzonej szkoły wojsk wschodnich w Mariampolu. Jesienią 1943 r. w stopniu podporucznika został adiutantem gen. Wiktora I. Malcewa. W lutym 1945 r. awansował na porucznika. W ostatnich tygodniach wojny na prośbę gen. W. I. Malcewa przewiózł jego żonę na obszary zajęte przez wojska amerykańskie. Uniknął deportacji do ZSRR. Zamieszkał w zachodnich Niemczech. Następnie wyjechał do Brazylii, a potem do USA. W 1963 r. ukończył seminarium duchowne Św. Włodzimierza, zostając duchownym Kościoła Prawosławnego w Ameryce. Został protojerejem. W latach 1968–1970 był proboszczem cerkwi Zaśnięcia Matki Bożej w Binghamton. Uczył języka rosyjskiego w miejscowych szkołach średnich i na uniwersytecie stanowym. Od 1977 r. działał w Kongresie Rosyjskich Amerykanów. Przewodniczył oddziałowi na Florydzie. W 1981 r. wybrano go członkiem Rady Dyrektorów Kongresu. Współuczestniczył w ufundowaniu pomnika A. P. Dementiewa-Demensu, założyciela miasteczka Saint-Pitersburg. W latach 80. był proboszczem soboru Przemienienia Pańskiego w dzielnicy Brooklyn w Nowym Jorku. Organizował miejscowe uroczystości 1000-lecia chrztu Rusi. Od 1995 r. mieszkał w Mainland w stanie New Jersey, zaś od 2000 r. w Palm Harbor na Florydzie.